# Formel-3-Euroserie-Saison 2003
Die Formel-3-Euroserie-Saison 2003 war die erste Saison der Formel-3-Euroserie. Insgesamt fanden zehn Rennwochenenden statt. Der Auftakt am 26. April 2003 fand auf dem Hockenheimring statt und das Saisonfinale wurde am 26. Oktober 2003 in Magny-Cours ausgetragen. Die Formel-3-Euroserie entstand durch die Fusion der deutschen- und der französischen Formel-3-Meisterschaft. Ryan Briscoe gewann den Meistertitel der Fahrer; ASM gewann die Meisterschaft der Teams.

## Starterfeld
Alle Teams verwendeten Chassis von Dallara.
| Team                    | Nr. | Fahrer                  | Motor         | Rennwochenende |
| ----------------------- | --- | ----------------------- | ------------- | -------------- |
| Team Rosberg            | 03  | Nico Rosberg            | Opel          | 1–10           |
| Team Rosberg            | 04  | Andreas Zuber           | Opel          | 1–10           |
| ASM                     | 05  | Alexandre Prémat        | Mercedes-Benz | 1–10           |
| ASM                     | 06  | Olivier Pla             | Mercedes-Benz | 1–10           |
| ASM                     | 34  | Bruno Spengler          | Mercedes-Benz | 4–10           |
| ASM                     | 39  | Jamie Green             | Mercedes-Benz | 3              |
| Prema Powerteam         | 07  | Katsuyuki Hiranaka      | Opel          | 1–10           |
| Prema Powerteam         | 08  | Ryan Briscoe            | Opel          | 1–10           |
| Prema Powerteam         | 33  | Lucas di Grassi         | Opel          | 2–3            |
| Prema Powerteam         | 33  | Robert Kubica           | Opel          | 4–10           |
| Signature Plus          | 09  | Nicolas Lapierre        | Renault       | 1–10           |
| Signature Plus          | 10  | Fabio Carbone           | Renault       | 1–10           |
| Signature Plus          | 42  | César Campaniço         | Renault       | 10             |
| Opel Team KMS           | 11  | Timo Glock              | Opel          | 1–10           |
| Opel Team KMS           | 12  | Maro Engel              | Opel          | 1–5            |
| Opel Team KMS           | 12  | Hendrik Vieth           | Opel          | 6              |
| Opel Team KMS           | 12  | Adam Carroll            | Opel          | 7–10           |
| Equipe Serge Saulnier   | 14  | Harold Primat           | Renault       | 1–10           |
| Equipe Serge Saulnier   | 15  | Simon Abadie            | Renault       | 1–5            |
| Equipe Serge Saulnier   | 15  | Nicolas Armindo         | Renault       | 9–10           |
| Team Ghinzani           | 16  | Robert Doornbos         | Mugen-Honda   | 1–10           |
| Team Ghinzani           | 17  | Álvaro Parente          | Mugen-Honda   | 1–10           |
| Team Ghinzani           | 38  | Philipp Baron           | Mugen-Honda   | 3–10           |
| LD Autosport            | 18  | Stefano Proetto         | Mugen-Honda   | 1–6            |
| LD Autosport            | 18  | Patrice Manopoulos      | Mugen-Honda   | 7–10           |
| LD Autosport            | 19  | Simon Abadie            | Mugen-Honda   | 6–10           |
| Swiss Racing Team       | 20  | Gilles Tinguely         | Opel          | 1–5            |
| Swiss Racing Team       | 21  | César Campaniço         | Opel          | 1–7            |
| Swiss Racing Team       | 35  | James Manderson         | Opel          | 1–4            |
| Swiss Racing Team       | 35  | Stefano Proetto         | Opel          | 9–10           |
| Swiss Racing Team       | 41  | Marcel Lasée            | Opel          | 5–7, 9         |
| ADAC Berlin-Brandenburg | 22  | Markus Winkelhock       | Mercedes-Benz | 1–10           |
| ADAC Berlin-Brandenburg | 23  | Christian Klien         | Mercedes-Benz | 1–10           |
| Kolles                  | 24  | Charles Zwolsman junior | Mercedes-Benz | 1–10           |
| Kolles                  | 25  | Jan Heylen              | Mercedes-Benz | 1–7            |
| Kolles                  | 25  | Jamie Green             | Mercedes-Benz | 8–10           |
| MB Racing Performance   | 28  | Alexandros Margaritis   | Opel          | 1–10           |
| MB Racing Performance   | 36  | Daniel la Rosa          | Opel          | 1–10           |
| Superfund TME           | 29  | Sakon Yamamoto          | Toyota        | 1–10           |
| Superfund TME           | 30  | Bernhard Auinger        | Toyota        | 1–10           |
| HBR Motorsport          | 31  | Richard Lietz           | Opel          | 1–10           |
| HBR Motorsport          | 32  | Claudio Torre           | Opel          | 5–9            |
| Drumel Motorsport       | 37  | Dong-Wook Lee           | Mugen-Honda   | 1–2            |
| Drumel Motorsport       | 38  | Philipp Baron           | Mugen-Honda   | 1–2            |

## Rennkalender
Insgesamt fanden zehn Rennwochenenden statt, von denen sieben im Rahmenprogramm der DTM ausgetragen wurden. An jedem Rennwochenende wurden zwei Rennen gefahren. Zu jedem Rennen fand ein Qualifying statt.
| Nr. | Datum         | Rennstrecke | Sieger            | Zweiter               | Dritter           |
| --- | ------------- | ----------- | ----------------- | --------------------- | ----------------- |
| 1.  | 26. April     | Hockenheim  | Ryan Briscoe      | Robert Doornbos       | Markus Winkelhock |
| 2.  | 27. April     | Hockenheim  | Ryan Briscoe      | Olivier Pla           | Nico Rosberg      |
| 3.  | 10. Mai       | Adria       | Timo Glock        | Fabio Carbone         | Christian Klien   |
| 4.  | 11. Mai       | Adria       | Ryan Briscoe      | Nico Rosberg          | Olivier Pla       |
| 5.  | 8. Juni       | Pau         | Ryan Briscoe      | Olivier Pla           | Timo Glock        |
| 6.  | 9. Juni       | Pau         | Fabio Carbone     | Ryan Briscoe          | Jamie Green       |
| 7.  | 21. Juni      | Nürnberg    | Robert Kubica     | Timo Glock            | Olivier Pla       |
| 8.  | 22. Juni      | Nürnberg    | Alexandre Prémat  | Robert Kubica         | Timo Glock        |
| 9.  | 12. Juli      | Le Mans     | Nico Rosberg      | Christian Klien       | Ryan Briscoe      |
| 10. | 13. Juli      | Le Mans     | Christian Klien   | Fabio Carbone         | Bruno Spengler    |
| 11. | 16. August    | Nürburg     | Markus Winkelhock | Olivier Pla           | Robert Doornbos   |
| 12. | 17. August    | Nürburg     | Christian Klien   | Markus Winkelhock     | Nico Rosberg      |
| 13. | 6. September  | Spielberg   | Ryan Briscoe      | Alexandre Prémat      | Bruno Spengler    |
| 14. | 7. September  | Spielberg   | Ryan Briscoe      | Alexandre Prémat      | Nico Rosberg      |
| 15. | 20. September | Zandvoort   | Christian Klien   | Bruno Spengler        | Olivier Pla       |
| 16. | 21. September | Zandvoort   | Ryan Briscoe      | Christian Klien       | Olivier Pla       |
| 17. | 4. Oktober    | Hockenheim  | Timo Glock        | Alexandros Margaritis | Nicolas Lapierre  |
| 18. | 5. Oktober    | Hockenheim  | Ryan Briscoe      | Markus Winkelhock     | Christian Klien   |
| 19. | 25. Oktober   | Magny-Cours | Markus Winkelhock | Olivier Pla           | Fabio Carbone     |
| 20. | 26. Oktober   | Magny-Cours | Timo Glock        | Robert Doornbos       | Christian Klien   |

## Wertungen
Die Punkte wurden in beiden Rennen nach demselben Schema (10-8-6-5-4-3-2-1 Punkte für die ersten acht Piloten und ein Punkt für die Pole-Position) vergeben.

### Fahrerwertung
| Pos. | Fahrer                | Punkte |
| ---- | --------------------- | ------ |
| 1.   | Ryan Briscoe          | 140    |
| 2.   | Christian Klien       | 89     |
| 3.   | Olivier Pla           | 74     |
| 4.   | Markus Winkelhock     | 71     |
| 5.   | Timo Glock            | 55     |
| 6.   | Fabio Carbone         | 55     |
| 7.   | Alexandre Prémat      | 50     |
| 8.   | Nico Rosberg          | 44     |
| 9.   | Robert Doornbos       | 40     |
| 10.  | Bruno Spengler        | 34     |
| 11.  | Nicolas Lapierre      | 33     |
| 12.  | Robert Kubica         | 31     |
| 13.  | Alexandros Margaritis | 23     |

| Pos. | Fahrer                  | Punkte |
| ---- | ----------------------- | ------ |
| 14.  | Simon Abadie            | 19     |
| 15.  | Bernhard Auinger        | 15     |
| 16.  | César Campaniço         | 13     |
| 17.  | Adam Carroll            | 7      |
| 18.  | Richard Lietz           | 7      |
| 19.  | Charles Zwolsman junior | 7      |
| 20.  | Jamie Green             | 6      |
| 21.  | Lucas di Grassi         | 5      |
| 22.  | Katsuyuki Hiranaka      | 4      |
| 23.  | Marcel Lasée            | 3      |
| 24.  | Andreas Zuber           | 2      |
| 25.  | Álvaro Parente          | 1      |
| 26.  | Daniel la Rosa          | 1      |

| Pos. | Fahrer             | Punkte |
| ---- | ------------------ | ------ |
| 27.  | Sakon Yamamoto     | 0      |
| 28.  | Jan Heylen         | 0      |
| 29.  | James Manderson    | 0      |
| 30.  | Stefano Proetto    | 0      |
| 31.  | Maro Engel         | 0      |
| 32.  | Philipp Baron      | 0      |
| 33.  | Gilles Tinguely    | 0      |
| 34.  | Harold Primat      | 0      |
| 35.  | Claudio Torre      | 0      |
| 36.  | Hendrik Vieth      | 0      |
| 37.  | Patrice Manopoulos | 0      |
| 38.  | Nicolas Armindo    | 0      |
| 39.  | Dong-Wook Lee      | 0      |

### Teamwertung
| Pos. | Team                    | Punkte |
| ---- | ----------------------- | ------ |
| 1.   | ASM                     | 164    |
| 2.   | ADAC Berlin-Brandenburg | 160    |
| 3.   | Prema Powerteam         | 150    |
| 4.   | Signature Plus          | 88     |
| 5.   | Opel Team KMS           | 62     |
| 6.   | Team Rosberg            | 47     |
| 7.   | Team Ghinzani           | 41     |
| 8.   | Equipe Serge Saulnier   | 19     |

| Pos. | Team                  | Punkte |
| ---- | --------------------- | ------ |
| 9.   | Swiss Racing Team     | 16     |
| 10.  | Superfund TME         | 15     |
| 11.  | HBR Motorsport        | 7      |
| 12.  | Kolles                | 7      |
| 13.  | MB Racing Performance | 1      |
| 14.  | LD Autosport          | 0      |
| 15.  | Drumel Motorsport     | 0      |